# Seznam letalskih asov vietnamske vojne
Seznam letalskih asov vietnamske vojne je urejen po državah udeleženkah.

## Seznami
- seznam ameriških letalskih asov vietnamske vojne
- seznam kitajskih letalskih asov vietnamske vojne
- seznam sovjetskih letalskih asov vietnamske vojne
- seznam vietnamskih letalskih asov vietnamske vojne